# Booming Back at You
Booming Back at You is het vijfde studioalbum van Junkie XL, uitgebracht op 11 maart 2008 door Nettwerk Records.
Het album bevat de muziekstijlen big beat en progressive house. Junkie XL componeerde en produceerde het album en schreef bij de meeste nummers de teksten. Het album verscheen op 22 maart 2008 in de Nederlandse Album Top 100 en stond in totaal 3 weken in de lijst met als hoogste notering plaats 59. Het nummer "More" op het album werd ook gebruikt als soundtrack voor het computerspel Need for Speed: Pro Street en het nummer "Mad Pursuit" voor het computerspel FIFA 09. Het nummer "Cities In Dust" is een cover van de Britse rockband Siouxsie and the Banshees.

## Nummers
| Nr. | Titel                                   | Duur |
| --- | --------------------------------------- | ---- |
| 1   | Booming Right At You                    | 4:03 |
| 2   | Cities In Dust – Lauren Rocket          | 4:19 |
| 3   | You Make Me Feel So Good                | 4:37 |
| 4   | Stratophere                             | 4:58 |
| 5   | Mad Pursuit – Electrocute               | 4:17 |
| 6   | More – Lauren Rocket                    | 6:01 |
| 7   | 1967 Poem – Steve Aoki                  | 3:51 |
| 8   | Zage                                    | 4:54 |
| 9   | Clash                                   | 5:07 |
| 10  | New Toy – Bram Inscore & Nicole Morier  | 4:21 |
| 11  | No Way – Lauren Rocket                  | 3:28 |
| 12  | Not Enough – Willoughby & Nicole Morier | 4:06 |